# نبرد بینفیلد
نبرد بینفیلد (انگلیسی: Battle of the Beanfield) به رویدادی چندساعته اشاره دارد که در یکم ژوئن ۱۹۸۵ و پس از آن اتفاق افتاد که پلیس منطقهٔ ویلتشر انگلستان به گروهی از مسافران عصر جدید موسوم به قافلهٔ صلح (به انگلیسی: Peace Convoy) اجازه نداد مقدمات برگزاری فستیوال آزاد استون‌هنج را آماده کنند. پلیس در حال اجرای دستور دادگاه عالی بود که برگزاری فستیوال آزاد استون‌هنج سال ۱۹۸۵ را به دلیل احتمال آسیب به آثار باستانی، فروش و مصرف مواد مخدر، و برهنگی در اماکن عمومی ممنوع می‌ساخت. حدود ۱۳۰۰ مأمور پلیس در این عملیات شرکت داشتند و در مقابل حدود ۶۰۰ نفر از اعضای قافلهٔ صلح حضور یافتند.
قافلهٔ صلح در هفت مایلی مسیر رسیدن به استون‌هنج با بسته‌شدن مسیر از سوی پلیس مواجه شد. به ادعای پلیس، چند تن از اعضای قافلهٔ صلح با خودروهای خود به خودروهای پلیس یورش بردند تا مسیر را باز کنند. همزمان پلیس شیشه‌های برخی خودروهای قافلهٔ صلح را شکست و برخی از اعضای آن را دستگیر کرد. بقیهٔ اعضای کاروان به مزرعه‌ای در همسایگی پناه بردند و درگیری‌ای که در ادامه حاصل شد چندین ساعت ادامه یافت. به گزارش بی‌بی‌سی به نقل از پلیس «با تکه‌ها چوب، سنگ، و کوکتل مولوتف به پلیس حمله شد.» بااین‌حال به نوشتهٔ گاردین قافلهٔ صلح مسلح به کوکتل مولوتف نبودند و اطلاعات پلیس در این مورد اشتباه بود.
در نهایت پلیس دست به حمله‌ای دیگر زد که پایانی خشونت‌بار داشت. به گزارش آبزرور «پلیس‌ها دستشان به هر کس که می‌رسید» او را با باتون می‌زدند و حتی زنان باردار و کودکان در امان نبودند. آبزرور می‌نویسد وقتی تعدادی از اعضای قافله تلاش کردند فرار کنند، مأموران پلیس سعی کردند با پرتاب باتون، سپر، و کپسول آتش‌نشانی از فرارشان جلوگیری کنند.
ده‌ها نفر از اعضای قافله زخمی شده، در نهایت ۸ پلیس و ۱۶ عضو قافله در بیمارستان بستری شدند. ۵۳۷ نفر از اعضای قافله دستگیر شدند که این عدد یکی از بزرگترین دستگیری‌های جمعی در تاریخ حقوقی انگلستان است.
دو سال پس از این رویداد، یک سرگرد پلیس ویلتشر به جرم «آزار جسمی» محکوم شد. در فوریهٔ ۱۹۹۱ نیز یک قاضی حکم کرد به ۲۱ نفر از اعضای قافله ۲۴۰۰۰ پوند به‌خاطر «دستگیری غیرعادلانه» پرداخت شود.
پس از سال ۱۹۸۵ برگزاری مراسم انقلاب تابستانی در استون‌هنج ممنوع گشت و افرادی که سعی در ورود غیرقانونی به استون‌هنج داشتند دستگیر می‌شدند. یکی از رهبران درویدگرایی از به مدت چهارده سال از ۱۹۸۵ تا ۱۹۹۹ هر سال به‌خاطر تلاش برای ورود غیرقانونی دستگیر شد. در تابستان ۱۹۸۹ تعداد دستگیرشدگان به ۲۶۰ نفر می‌رسید. در سال ۱۹۹۹ برگزاری این مراسم به صورت محدود از سر گرفته شد و در سال ۲۰۰۰ استون‌هنج در انقلاب تابستانی به روی عموم باز شد. در سال ۲۰۱۴ حدود ۳۷۰۰۰ نفر طولانی‌ترین روز سال را در استون‌هنج جشن گرفتند.